# TIMO (Євгеній Тімохін)
TIMÓ (справжнє ім'я — Євгеній Геннадійович Тімохін, народ. 29 квітня 1983 року у Києві) — український режисер, кліпмейкер, креативний продюсер.
Визнання в Україні здобув після перемоги відзнятого відеокліпу Олени Гребенюк на міжнародному конкурсі «Euro Video Grand-Prix 2006» на оброблену у сучасному стилі арію «Le Forze del Destino» («Сили долі») з опери «Мефістофель» Арріґо Бойто.

## Біографія
Ім'я при народженні Євгеній Тімохін (з 2014 року презентує себе під іменем TIMÓ).
У 2000—2005 рр. вивчав режисуру аудіовізуальних мистецтв у Київському інституті кіно і телебачення при Київському національному університеті культури і мистецтв. Закінчив майстерню режисера Ігоря Негреску.
У 2003 — учасник програми студентських фільмів на кінофестивалі в Каннах із фільмом «Сезон у пеклі». Двічі учасник МКФ «MOLODIST» з короткометражними фільмами «Сезон у пеклі» (2003) і «Ліфт» (2005).
З 2004 до 2007 р. працював артдиректором у фонді мистецтв Володимира Філіпова «Filipov Art Fundation».
У 2006 переміг на міжнародному конкурсі музичних відео «Eurovideo Grand Prix 2006», де представляв Україну зі своїм дебютним музичним відео, знятим у рамках мистецького проєкту «Le Forze del Destino» («Сили долі»). Відтоді в списку клієнтів були зірки українського шоубізнесу — KAZAKY, LAMA, LOBODA, Анастасія Приходько, Злата Огневич, Юлія Думанська та іноземні артисти.
З 2012 до 2017 р. Євгеній — режисер і креативний продюсер в «MAGNIT production» (співпраця триває донині на умовах фрілансу).
У 2015 році — режисер-постановник музичної премії «Астана Жулдизи» (Казахстан).
У квітні 2024 року стало відомо, що TIMÓ є режисером-постановником перформансу для дуету із Азербайджану FAHREE та Ількіна Довлатова пісенному конкурсі "Євробачення-2024". Окрім того, Євгеній Тімохін зрежисерував для цих виконавців кліп на конкурсну пісню Özünlə Apar (із азерб. Візьми з собою).
TIMÓ є постановником номерів у багатьох концертах, ТБ-шоу, а також тричі відзначений за найкращі постановки модних показів на Українських тижнях моди (Ukrainian Fashion Week). Знімав проморолики для таких відомих в Україні проєктів, як «Голос країни 2», «Фабрика зірок 4».

## Співпраця з KAZAKY
Новий етап у творчості кліпмейкера — співпраця з українським гуртом KAZAKY. TIMÓ є автором і режисером дебютного відео «In the middle», а також наступних робіт гурту «LOVE» та «Last night». Ці роботи стали першими кліпами в пострадянських країнах, що зібрали 1 мільйон переглядів на YouTube менше ніж за добу та наробили багато галасу у світових медіа.
У 2011 році кліп KAZAKY «LOVE» став вірусним відео в мережі. Його відзначили такі бренди, як Dsquared2, персональний хореограф Beyonce Jonte, дизайнер, креативний директор будинку MUGLER і артдиректор Lady Gaga Nicola Fermichetti. Цього ж року «LOVE» було визначено як «Найкраще музичне відео року» за результатами голосування німецького видання «HONK», а MADONNA запросила учасників проєкту знятися для її відео «Girl Gone Wild», референсом для якого стало саме відео «LOVE».

## Нагороди
2006 — міжнародний конкурс музичних відео Eurovideo Grand Prix (Олена Гребенюк «LE FORZE DEL DESTINO»).
У 2008 році на другому конкурсі DJUICE MOBILE MOVIE FEST переміг у номінації «Найкраща операторська робота» (фільм «Людина з мобільним апаратом»).
2012 — перемога в премії «Best fashion awards» Українського тижня моди разом із дизайнером PODOLYAN у номінації «За найкращу fashion-постановку».
2013 — перемога в премії «Best fashion awards» Українського тижня моди в номінації «За найкращу fashion-постановку» (для бренду PODOLYAN).
2014 — перемога в премії «Best fashion awards» у номінації «За найкращу fashion-постановку» від організаторів Ukrainian Fashion Week (для бренду PODOLYAN).
Серед інших нагород — «Найкраще танцювальне відео» (Ані Лорак «Зажигай сердце», 2012) і «Найсексуальніше відео року» (Ганна Седокова «Между нами кайф», 2013).

## Відеокліпи
Як режисер кліпів TIMÓ працював з багатьма українськими та закордонними артистами. Дебютне відео для американського проєкту KORR-A «Fiyacraka» протягом трьох тижнів тримало лідерські позиції в рейтингу музичних відео на BILLBOARD. А після дебютного відео «Ain't Russian Doll» проєкту VERONIKA, компанія продюсера Jay-Z запросила виконавицю приєднатися до їхнього лейбла. Найбільший успіх принесла співпраця з гуртом KAZAKY.
| Артист                           | Назва                                                  | Рік  |
| -------------------------------- | ------------------------------------------------------ | ---- |
| Олена Гребенюк                   | Le Forze del Destino                                   | 2005 |
| Flëur                            | Исскупление                                            | 2006 |
| Євгенія Власова                  | Я буду, I will be                                      | 2006 |
| «Авіатор»                        | Ливень навсегда                                        | 2006 |
| «Авіатор»                        | Трава у дома                                           | 2006 |
| Арктика                          | Временних нет                                          | 2006 |
| НеАнгели                         | Boy                                                    | 2006 |
| Міка Ньютон                      | Теплая река                                            | 2006 |
| Gouache                          | Feel it                                                | 2007 |
| Василь Бондарчук                 | Серебром                                               | 2007 |
| Майк Мироненко                   | Если ты уйдешь                                         | 2007 |
| Майя Мігаль                      | Весь мир                                               | 2007 |
| Dazzle Dreams                    | Shock your mind, Shock your mind (remix)               | 2007 |
| Dazzle Dreams і Наталія Морозова | Shake                                                  | 2008 |
| Alex Luna                        | Night, Ночь                                            | 2008 |
| Наталія Бучинська                | Просто                                                 | 2008 |
| LAMA                             | Світло і тінь                                          | 2008 |
| Оксана Виговська                 | Визави                                                 | 2009 |
| Олексій Чернишов                 | Релакс                                                 | 2009 |
| Борис Апрель                     | Мне так нужна твоя любовь                              | 2009 |
| А. Р. М. І. Я                    | Чемпион                                                | 2010 |
| ANA BASTON                       | Скандал                                                | 2010 |
| KAZAKY                           | In the middle                                          | 2010 |
| Борис Мойсеєв                    | Я не могу тебе терять                                  | 2010 |
| Ілля Колунов                     | Без разницы мне                                        | 2010 |
| ANA BASTON                       | Выстрел                                                | 2011 |
| KAZAKY                           | LOVE                                                   | 2011 |
| LOBODA                           | Спасибо                                                | 2011 |
| Анастасія Приходько & DAVID      | Между нами небо                                        | 2011 |
| Нереальні пацани                 | Новий рік                                              | 2012 |
| Ганна Завальська (екс-Алібі)     | Город                                                  | 2012 |
| Звери                            | Никуда не надо                                         | 2012 |
| Анастасія Приходько              | Ясновидящая                                            | 2012 |
| KAZAKY                           | Last night                                             | 2012 |
| Ані Лорак                        | Зажигай сердце                                         | 2012 |
| Марія Літті                      | Сумасшедшая                                            | 2013 |
| VERONIKA                         | Ain't Russian Doll                                     | 2013 |
| KORR-A                           | Fiyacraka                                              | 2013 |
| Микола Басков                    | Ну кто сказал                                          | 2013 |
| Ключи                            | Гроза                                                  | 2013 |
| Анна Павлова                     | За руку                                                | 2013 |
| Ганна Седокова                   | Между нами                                             | 2013 |
| Ганна Седокова                   | Сердце в бинтах                                        | 2014 |
| VERONIKA                         | «C.I.A» («Ready to Fight!»)                            | 2014 |
| Анастасія Приходько              | Половина пути                                          | 2014 |
| KORR-A                           | «F**k Me Like You Mean It»                             | 2014 |
| Сергій Лазарєв                   | Take it off                                            | 2014 |
| Діма Білан                       | Болен тобой                                            | 2014 |
| Юлія Думанська                   | Мама, прости                                           | 2014 |
| KORR-A                           | «Swipe Right (Tinder Song)»                            | 2015 |
| VERONIKA                         | Camera                                                 | 2015 |
| Ольга Романовська                | Красивые слова                                         | 2015 |
| Ольга Романовська                | Держи меня крепче                                      | 2015 |
| Злата Огневич                    | Кружева                                                | 2015 |
| INDIRA                           | Мой мальчик                                            | 2016 |
| Михайло Поплавський              | Юний орел (XR Virtual reality) (спільно з Катею Царик) | 2021 |
| FAHREE & İlkin Dövlətov          | Özünlə Apar (азерб. Візьми з собою)                    | 2024 |

Як актор брав участь у зніманні музичних відео.
| Артист                 | Назва          | Режисер        | Рік  |
| ---------------------- | -------------- | -------------- | ---- |
| Таліта Кум             | Гаряча і гірка | Алан Бадоєв    | 2005 |
| Віталій Козловський    | Холодная ночь  | Алан Бадоєв    | 2005 |
| Юлія Рай               | Мама!          | Катерина Царик | 2007 |
| Гайтана                | Тайные желания | Катерина Царик | 2008 |
| Гайтана & Петро Чорний | Люби меня      | Катерина Царик | 2009 |